# Махди Али (футболист)
Махди Али Хассан Редха (араб. مهدي علي ‎; род. 20 апреля 1965, Дубай) — футболист из ОАЭ, выступавший на позиции полузащитника; тренер. С августа 2012 года по март 2017 года возглавлял национальную сборную ОАЭ.

## Карьера
Всю карьеру в качестве футболиста (1983—1998) провёл в дубайском клубе «Аль-Ахли», за который сыграл 194 матча и забил 12 голов. В 1985—1990 годах также выступал за национальную сборную ОАЭ, за которую сыграл 8 матчей.
В 2003 году начал тренерскую деятельность, войдя в тренерский штаб юношеской сборной ОАЭ. В 2008 году являлся главным тренером сборной ОАЭ до 19 лет, с которой выиграл чемпионат Азии 2008 года, а в 2009 году главным тренером сборной ОАЭ до 20 лет.
В 2009—2010 годах возглавлял дубайский «Аль-Ахли». В 2010 году был назначен главным тренером в олимпийскую сборную ОАЭ, с которой смог выйти на футбольный турнир летних Олимпийских игр 2012 в Лондоне, а в Азиатских играх 2010 года дошёл до финала футбольного турнира. Возглавляемую им олимпийскую сборную ОАЭ называли «золотым поколением футбола ОАЭ», так как она была очень сильна и обыгрывала даже грандов Азии.
В августе 2012 года за успехи в олимпийской сборной был назначен главным тренером уже национальной сборной ОАЭ. Впоследствии почти все игроки того «золотого поколения» стали костяком национальной сборной. В Кубке Азии 2015 года сборная ОАЭ выиграла бронзовые медали турнира, а в Кубке персидского залива стала чемпионом в 2013 году и бронзовым призёром в 2014 году.